# Brachythecium rotaeanum
Brachythecium rotaeanum är en bladmossart som beskrevs av De Notaris 1867. Brachythecium rotaeanum ingår i släktet gräsmossor, och familjen Brachytheciaceae. Inga underarter finns listade i Catalogue of Life.